# Ephippiochthonius kovali
Espèce
Ephippiochthonius kovali est une espèce de pseudoscorpions de la famille des Chthoniidae.

## Distribution
Cette espèce est endémique d'Abkhazie en Géorgie. Elle se rencontre à Duripsh dans la grotte Duripshskaya Vodnaya.

## Description
Le mâle holotype mesure 1,33 mm.

## Systématique et taxinomie
Cette espèce a été décrite par Turbanov et Kolesnikov en 2023.

## Étymologie
Cette espèce est nommée en l'honneur d'Alexandr G. Koval. 

## Publication originale
- Turbanov & Kolesnikov, 2023 : « First records of cave-dwelling pseudoscorpions of the genus Ephippiochthonius Beier, 1930 (Arachnida: Pseudoscorpiones: Chthoniidae) from the Caucasus, with description of three new species from Abkhazia and taxonomic comments on the genus. » Zootaxa, no 5325(1), p. 41-62.